# Gaszton Gaál

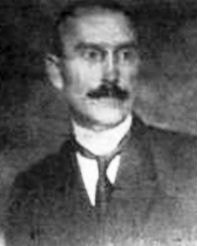
Gaszton Gaál

Gaszton Gaál de Gyula (Székesfehérvár, 30 november 1868 – Balatonboglár, 26 oktober 1932) was een Hongaars grondbezitter, ornitholoog en politicus, die van 1921 tot 1922 de functie van voorzitter van de Hongaarse Landdag uitoefende.
Hij was lid van de Hongaarse Rijksdag van 1906 tot 1910. Ten tijde van de Hongaarse Radenrepubliek in 1919 werd zijn land genationaliseerd. In mei dat jaar werd er een aanhoudingsbevel jegens hem uitgegeven, maar Gaál was ondergedoken in de comitaten Somogy en Zala. Na de val van de Radenrepubliek, ten tijde van de Hongaarse Republiek, werd hij aangesteld als opper-ispán van het comitaat Somogy door de regering van István Friedrich. In 1920 legde hij echter dit ambt neer.
In dat jaar werd hij lid van de Hongaarse Landdag voor de Nationale Partij van Kleine Landbouwers. Na het ontslag van István Rakovszky werd hij verkozen tot voorzitter van de Hongaarse Landdag. In 1922 fuseerde zijn partij met de Partij van Christelijke Nationale Eenheid (KNEP) tot de Eenheidspartij (EP). Algauw verliet hij echter de partij omwille van de geplande belastinghervormingen van de regering van István Bethlen, en werd een onafhankelijk parlementslid. Samen met drie andere parlementsleden richtte hij vervolgens de Landbouwpartij (AP) op, die in 1930 fuseerde tot de Partij van Onafhankelijke Kleine Landbouwers, Landarbeiders en Burgers (FKGP).